# 布法羅鎮區 (愛荷華州林縣)
布法羅鎮區（英語：Buffalo Township）是位於美國愛荷華州林縣的一個行政鎮區。

## 地方資料
根據2010年美國人口普查的數據，布法羅鎮區的面積為93.28平方千米，當中陸地面積為91.69平方千米，而水域面積為1.59平方千米。當地共有人口486人，而人口密度為每平方千米5.21人。